# Христо Телятинов
Христо Т. Телятинов (името се среща и като Тилятинов) е български възрожденски просветен и църковен деец.

## Биография
Телятинов е роден в македонския град Дойран (Поленин) в 1849 година. През 1867 година завършва III клас в гръцката прогимназия в родния си град. Първоначално става учител, а по-късно е ръкоположен за свещеник. Участва в борбата за самостоятелна българска църква, а след 1871 година и за налагане на екзархията в Дойран и в други македонски епархии. През 60-те и 70-те години е български учител в родния си град и екзархийски архиерейски наместник. В 1881 година Телятинов е единият от двамата учители на дойранското училище. През ноември същата година то е затворено, но Телятинов остава в Дойран с екзархийско поръчение да работи за неговото отваряне. Неговата упоритост се увенчава с успех през 1888 година, когато в града е построена българска църква и е отворено българско училище. Отец Телятинов оставя следната паметна бележка по този повод:
| „ | Забележвание за сведение. През 1888 год. вследствие не оставянието на гърцкий владика Йоаким да се служи всенародами на празник „Св. Кирил и Методий“ 11 май, предизвика се да се напусне църквата „Св. пророк Илия” и да се открие Български молебен дом (параклис) с име „Св. Кирил и Методий“ и тъй покупи се здание и първата служба са служи на 24-ти юни 1888 год. Дойран (Поленин) Христо Телятинов | “ |

През 80-те години е екзархийски свещеник в Кичево, където се опитва да противодейства на пусналата здрави корени в Поречието сръбска пропаганда. Председател е на Кичевската българска община до август 1892 година, когато предава поста на отец Иван Попкръстев. Към 1894 година е председател на Кавадарската българска община. През периода 1898 - 1902 година Телятинов председателства българската църковна община в Петрич, където полага големи усилия за укрепване на екзархийското църковно и училищно дело.
Христо Телятинов умира в 1913 година. Той е баща на революционера Иван Телятинов.